# Elecciones municipales de 2015 en Leganés
Las elecciones municipales de 2015 se celebraron en Leganés el domingo 24 de mayo, de acuerdo con el Real Decreto de convocatoria de elecciones locales en España dispuesto el 30 de marzo de 2015 y publicado en el Boletín Oficial del Estado el día 31 de marzo. Se eligieron los 27 concejales del pleno del Ayuntamiento de Leganés mediante un sistema proporcional (método d'Hondt) con listas cerradas y un umbral electoral del 5 %.

## Candidaturas y resultados
Los resultados completos se detallan a continuación:
| Candidatura                        | Candidatura                                              | Votos   | %                               | Concejales                      |
| ---------------------------------- | -------------------------------------------------------- | ------- | ------------------------------- | ------------------------------- |
|                                    | Partido Socialista Obrero Español (PSOE)                 | 20 726  | 21,74                           | 6                               |
|                                    | Leganemos (Leganemos)                                    | 20 148  | 21,14                           | 6                               |
|                                    | Unión por Leganés (ULEG)                                 | 19 463  | 20,42                           | 6                               |
|                                    | Partido Popular (PP)                                     | 19 083  | 20,02                           | 6                               |
|                                    | Ciudadanos-Partido de la Ciudadanía (Cs)                 | 7556    | 7,93                            | 2                               |
|                                    | Izquierda Unida Comunidad de Madrid-Los Verdes (IUCM-LV) | 5079    | 5,33                            | 1                               |
| Unión Progreso y Democracia (UPyD) | Unión Progreso y Democracia (UPyD)                       | 1567    | 1,64                            | 0                               |
| Vox (Vox)                          | Vox (Vox)                                                | 544     | 0,57                            | 0                               |
| Unión de Centro (UDEC)             | Unión de Centro (UDEC)                                   | 128     | 0,13                            | 0                               |
| Votos en blanco                    | Votos en blanco                                          | 1034    | 1,08                            | n/a                             |
| Votos válidos                      | Votos válidos                                            | 95 328  | 100,00                          | 27                              |
| Votos nulos                        | Votos nulos                                              | 1101    | Participación: \| \| 69.20 % \| | Participación: \| \| 69.20 % \| |
| Votantes                           | Votantes                                                 | 96 429  | Participación: \| \| 69.20 % \| | Participación: \| \| 69.20 % \| |
| Electores                          | Electores                                                | 139 357 | Participación: \| \| 69.20 % \| | Participación: \| \| 69.20 % \| |
|                                    | 69.20 %                                                  |         |                                 |                                 |

## Concejales electos
Relación de concejales electos:
| N.º | Nombre                                       | Lista | Lista     |
| --- | -------------------------------------------- | ----- | --------- |
| 1   | Santiago Llorente Gutiérrez                  |       | PSOE      |
| 2   | Francisco José Muñoz Murillo                 |       | Leganemos |
| 3   | Carlos José Delgado Pulido                   |       | ULEG      |
| 4   | María Eugenia Carballedo Berlanga            |       | PP        |
| 5   | María Ángeles Micó Vaquerizo                 |       | PSOE      |
| 6   | Rocío Cruz Jiménez                           |       | Leganemos |
| 7   | Ricardo López Serrano                        |       | ULEG      |
| 8   | Miguel Ángel Recuenco Checa                  |       | PP        |
| 9   | Jorge Javier Pérez Hernández                 |       | C’s       |
| 10  | Pedro Atienza Martín                         |       | PSOE      |
| 11  | Adrián Sánchez Castillo                      |       | Leganemos |
| 12  | Virginia Benito Serrano                      |       | ULEG      |
| 13  | Beatriz Alonso Álvarez                       |       | PP        |
| 14  | María Elena Ayllón López                     |       | PSOE      |
| 15  | Arsenio Rubén Bejarano Ferreras              |       | IUCM-LV   |
| 16  | María de las Mercedes Condes Obón            |       | Leganemos |
| 17  | Antonio Rafael Almagro Cruz                  |       | ULEG      |
| 18  | Ana Isabel Martín Fernández                  |       | PP        |
| 19  | Luis Martín de la Sierra Martín de la Sierra |       | PSOE      |
| 20  | Francisco Javier Blanco Fernández            |       | Leganemos |
| 21  | María Mercedes Neria Castellano              |       | ULEG      |
| 22  | Alejandro Martín Illarregui                  |       | PP        |
| 23  | José Manuel Egea Cáceres                     |       | C’s       |
| 24  | Virginia Jiménez Calero                      |       | PSOE      |
| 25  | Eva Martínez Borrega                         |       | Leganemos |
| 26  | Carlos Gustavo Aranzana Carpintero           |       | ULEG      |
| 27  | María Verónica Moro Sanjuán                  |       | PP        |

## Investidura del alcalde

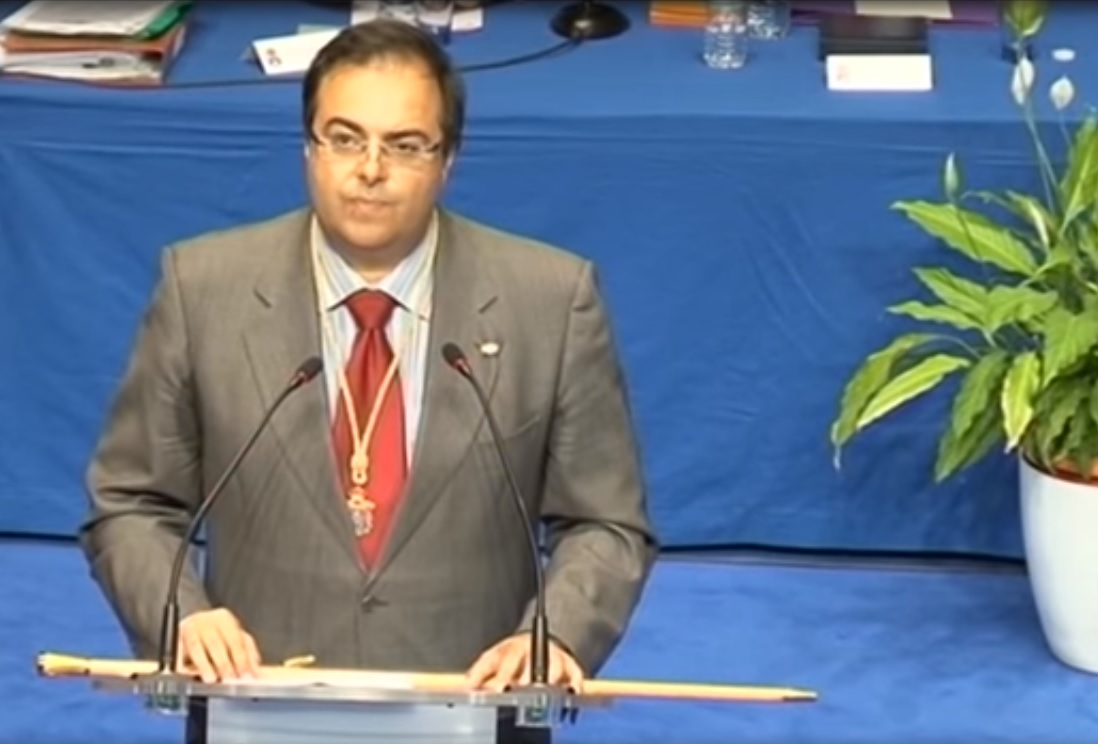
Santiago Llorente, el día de su investidura, con el bastón de mando.

En la votación de investidura celebrada el 13 de junio de 2015 ningún candidato obtuvo una mayoría absoluta de los votos de los concejales del pleno: Santiago Llorente (PSOE) recibió 6 votos, Fran Muñoz (Leganemos) 6, Carlos Delgado (ULEG) 6, Miguel Ángel Recuenco (PP)  6 y Rubén Bejarano (IUCM-LV) 1 voto; hubo 2 abstenciones. Santiago Llorente, candidato de la lista con mayor número de votos, fue investido alcalde.